# Calvadosia
Calvadosia is een geslacht van neteldieren uit de familie van de Kishinouyeidae. 

## Soorten
- Calvadosia campanulata (Lamouroux, 1815)
- Calvadosia capensis (Carlgren, 1938)
- Calvadosia corbini (Larson, 1980)
- Calvadosia cruciformis (Okubo, 1917)
- Calvadosia cruxmelitensis (Corbin, 1978)
- Calvadosia hawaiiensis (Edmondson, 1930)
- Calvadosia lewisi Miranda, Branch, Collins, Hirano, Marques & Griffiths, 2017
- Calvadosia nagatensis (Oka, 1897)
- Calvadosia tasmaniensis (Zagal, Hirano, Mills, Edgar & Barrett, 2011)
- Calvadosia tsingtaoensis (Ling, 1937)
- Calvadosia vanhoeffeni (Browne, 1910)